# Vis de hanche dynamique

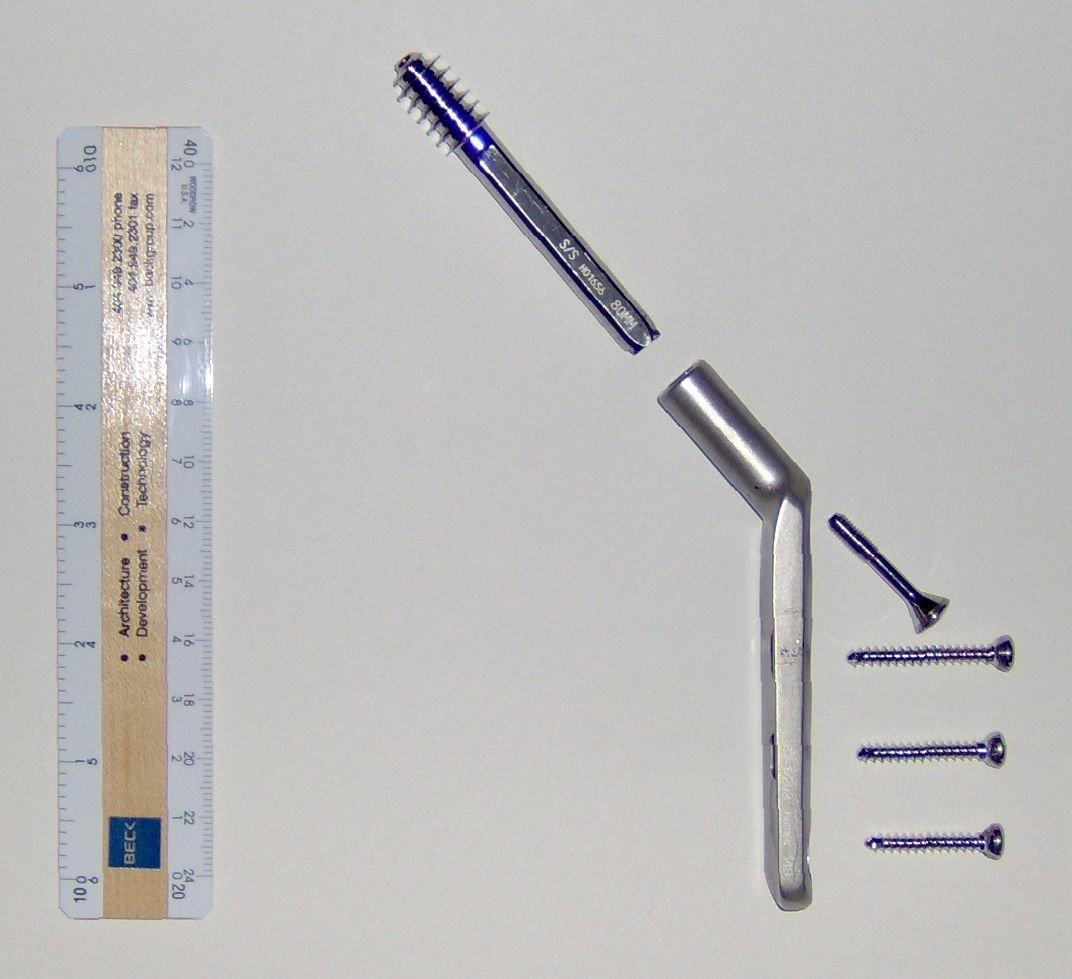
Vis de hanche dynamique.

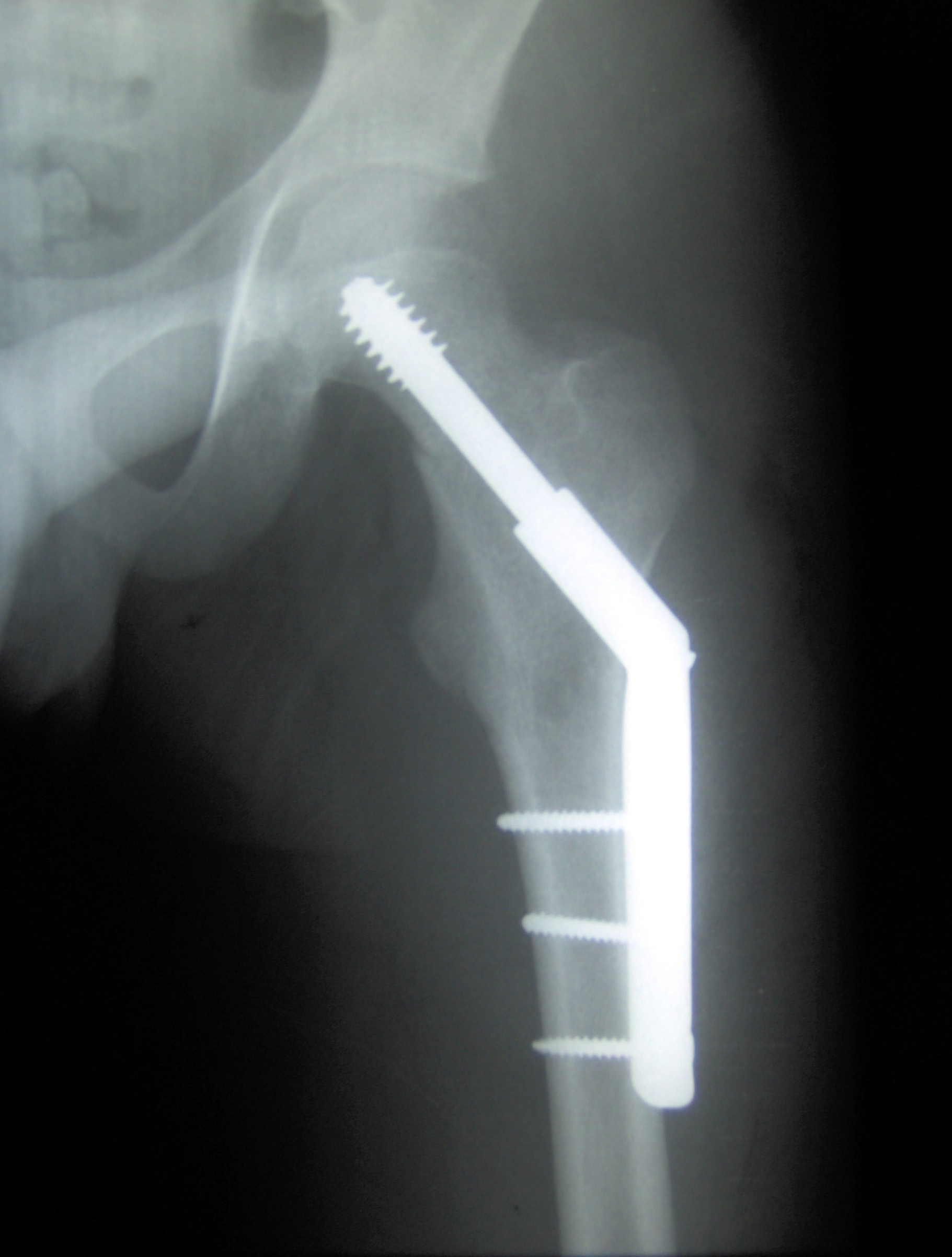
Fracture gérée avec une vis de hanche dynamique.

La vis de hanche dynamique (DHS) est un type de prothèse orthopédique conçu pour la fixation interne de certains types de fractures de la hanche. Il s'agit de la prothèse la plus couramment utilisée pour les fractures intertrochantériennes, fractures articulaires survenant en dehors de la capsule articulaire, qui arrivent fréquemment chez les patients plus âgés avec une perte de densité minérale osseuse. Une vis de hanche dynamique se compose de trois éléments : une vis (insérée dans le col du fémur), une plaque (insérée le long de l'axe latéral du fémur, pas dans la cavité médullaire), et plusieurs vis corticales (fixées dans la diaphyse fémorale proximale). L'idée sous-jacente à la compression dynamique est que la vis insérée dans le col du fémur peut se déplacer normalement avec le mouvement et, comme l'os répond aux contraintes dynamiques, le fémur natif peut subir une guérison primaire: les cellules se joignent le long des limites, ce qui donne une articulation robuste qui ne nécessite pas de remodelage. Cette méthode est plus conservatrice qu'une prothèse totale de hanche (PTH).